# Kim Hyo-jin
Kim Hyo-jin (김효진 (); 10 de febrero de 1984-), es una actriz surcoreana.

## Carrera
Desde el 2006 forma parte de la agencia Namoo Actors.
Comenzó su carrera de modelaje en revistas para adolescentes, e hizo su debut como actriz en 1999. Después de algunos personajes menores, se hizo conocida por interpretar a la más joven de las tres hermanas en la comedia Everybody Has Secrets, y protagonizar el drama familiar, I Am Happy.
Después de participar en la película erótica y de suspenso El Sabor del Dinero, protagonizó junto a Hidetoshi Nishijima la coproducción coreano-japonesa Genome Hazard, una adaptación cinematográfica de la novela de misterio y ciencia ficción de Tsukasaki Siro del mismo nombre.
En octubre del 2020 mismo año se unió al elenco principal de la serie Private Life, donde dio vida a Jung Bok-gi, una estafadora que regresa después de irse a China, hasta el final de la serie el 26 de noviembre del mismo año.
En septiembre de 2021 se unió al elenco recurrente de la serie Lost (también conocida como "Disqualified from Being Human" o "No Longer Human") donde interpretó a Lee Kyung-eun.

## Filmografía

### Series de televisión
| Año     | Título                         | Papel             | Canal           | Notas        |
| ------- | ------------------------------ | ----------------- | --------------- | ------------ |
| 1999    | Love Story                     |                   | SBS             |              |
| 2000    | Secret                         |                   | SBS             |              |
| 2000    | Gibb's Family                  |                   | MBC             |              |
| 2000    | RNA                            |                   | KBS             |              |
| 2000    | Golbangi                       |                   | KBS             |              |
| 2001    | Medical Center                 |                   | KBS             |              |
| 2001-02 | Wuri's Family                  |                   | MBC             |              |
| 2004    | Magic                          | Yoon Dan-yeong    | SBS             |              |
| 2005    | Hong Kong Express              |                   | SBS             |              |
| 2005    | Ice Girl                       | Kim So-ryeong     | KBS             |              |
| 2008    | I Am Happy                     | Park Seo-yoon     | SBS             |              |
| 2009    | Telecinema: A Dream Comes True |                   | SBS             |              |
| 2010    | Marry Me, Mary!                | Seo-joon          | KBS             |              |
| 2012    | Strangers 6                    |                   | WOWOW/Channel A |              |
| 2020    | Private Life                   | Jeong Yoon-kyeong | JTBC            |              |
| 2021    | Lost                           | Lee Kyung-eun     | JTBC            |              |
| 2023    | El naufragio de una diva       | Yoon Ran-joo      | tvN             | [ 9 ] [ 10 ] |

### Cine
| Año  | Título                          | Papel                  | Notas                                |
| ---- | ------------------------------- | ---------------------- | ------------------------------------ |
| 2003 | The Legend of the Evil Lake     |                        |                                      |
| 2004 | Everybody Has Secrets           |                        |                                      |
| 2005 | Marrying the Mafia II           | Empleada del café      | aparición especial                   |
| 2006 | Barefoot Ki-bong                |                        |                                      |
| 2006 | Mr. Wacky                       |                        |                                      |
| 2009 | A Dream Comes True              | Lee Ha-na              |                                      |
| 2009 | Five Senses of Eros             | Kang Na-roo            | 4ª parte, In My End Is My Beginning. |
| 2009 | Jeon Woo-chi: The Taoist Wizard | Pelirroja              | cameo                                |
| 2010 | Life is Peachy                  | Yoon Ji-woo            |                                      |
| 2012 | The Taste of Money              | Yoon Na-mi             |                                      |
| 2013 | Horny Family                    | Estudiante de posgrado |                                      |
| 2013 | In My End Is My Beginning       | Kang Na-roo            |                                      |
| 2013 | Marriage Blue                   | Joo-yeong              |                                      |
| 2014 | Genome Hazard                   | Kang Ji-won            |                                      |
| 2016 | Will You Be There?              | Irina                  | aparición especial                   |

### Teatro
| Año  | Título                    | Personaje | Notas                                                                |
| ---- | ------------------------- | --------- | -------------------------------------------------------------------- |
| 2009 | A Midsummer Night's Dream | -         | junto a Hong Seok-cheon, Ahn Nae-sang, Choi Jin-young y Lee Moon-sik |

## Discografía
- "Bei Mir Bist Du Schoen" (Everybody Has Secrets OST, 2004)
- "(I Love You) For Sentimental Reasons" (Everybody Has Secrets OST, 2004)
- "눈을 뜨면" (A Dream Comes True OST, 2009)

## Vida personal
Conoció al actor y director Yoo Ji-tae en 2003, cuando fueron modelos de una marca de ropa, y su amistad se convirtió en una relación romántica en el 2006. Son una de los pocas parejas de estrellas coreanas que admiten abiertamente su relación, son muy activos en organizaciones de caridad, y en el 2011, fueron nombrados como embajadores honorarios de Visión Mundial.
Anunciaron su compromiso en agosto de 2011 (Kim rechazó un papel para prepararse para su futuro matrimonio), con una invitación minimalista, que se hizo a partir de papel ecológico y tenía el número de 1,825 escrito en ella, la cantidad exacta de los días en que los dos habían pasado juntos como pareja. Se casaron en el Shilla Hotel en Seúl el 2 de diciembre de 2011. La ceremonia fue oficiada por el presidente de Visión Mundial Corea; a continuación, donaron una porción de sus regalos monetarios a la organización para ayudar a construir una escuela primaria y media en Birmania. Dio a luz a su primer hijo el 5 de julio de 2014. En abril del 2019 le dieron la bienvenida a su segundo hijo.